# Corita amphichroma
Corita amphichroma är en fjärilsart som beskrevs av Clarke 1978. Corita amphichroma ingår i släktet Corita och familjen praktmalar, Oecophoridae. Inga underarter finns listade i Catalogue of Life.